# نيبور دي لجش
نيبور دي لجش (بالإسبانية: Nippur de Lagash)‏ هي سلسلة كوميكس تاريخي أرجنتيني نشرت في الفترة بين 1967 و عام 1998. ويقع في القرن 23 قبل الميلاد (حسب التسلسل الزمني القصير)، حول محارب مجهول خيالي من سومر أخترعه كاتب سيناريو الكوميكس الباراغوياني روبن وود، ووضح الفنان الأرجنتيني لوتشو أوليفيرا قصته. نشرتها من قبل كولومبيا للنشر في مجلة D'Artagnan وفي وقت لاحق من كتابات نيبور ماغنوم المصورة من عام 1967 إلى عام 1998، ويعتبر واحداً من أهم القصص المصورة الأرجنتينية.
بعض المؤلفين والفنانين الذين عملوا في هذا الكوميكس، من بين العديد، سيرجيو مولكو، نيستور بارون، غوستافو أميزاغا، ريكاردو فياجران وخورخي زافينو.

## ملخص الحبكة
سمّى والدا البطل إسمه بعد مدينة نيبور القديمة, حيث وُلدوا. حصل في وقت لاحق على لقب «من لجش» بعد مغادرة مدينته، لجش، في المنفى القسري.
تبدأ مغامرات نيبور، المؤطرة بشكل غير دقيق في التاريخ الفعلي، عندما يكون قائدًا عامًا وعسكريًا في لجش، ويُجبر على الفرار من بلاد ما بين النهرين بعد غزوها من قبل لوغال زاغيسي. ثم يتجول في العصر البرونزي المعروف بالعالم، والشرق الأوسط وشرق البحر الأبيض المتوسط، مما يجعل له أصدقاء وأعداء، قبل أن يشارك في الغزو الأكدي للهلال الخصيب. وهكذا يصبح نيبور ملكًا للجش، ولكنه اختار أن يتنازل عن العرش ويعود إلى السفر.

## وصلات خارجية
- Blancas Murallas